# Les Mureaux
 (juillet 2019).
Si vous disposez d'ouvrages ou d'articles de référence ou si vous connaissez des sites web de qualité traitant du thème abordé ici, merci de compléter l'article en donnant les références utiles à sa vérifiabilité et en les liant à la section « Notes et références ».
Les Mureaux est le nom d'une commune du département des Yvelines, en Île-de-France. Située en bord de Seine, en face de Meulan-en-Yvelines et de Hardricourt, la ville des Mureaux se trouve à 39 km à l'ouest de Paris.
Ses habitants sont appelés les Muriautins. La ville des Mureaux, limitrophe de l'usine Renault de Flins, accueille aujourd'hui de nombreuses entreprises, et notamment ArianeGroup avec son site d'assemblage de la fusée Ariane.

## Géographie

### Localisation
La commune des Mureaux se trouve dans le nord du département des Yvelines, sur la rive gauche de la Seine, à trente kilomètres environ au nord-ouest de Versailles, préfecture du département, et à dix-huit kilomètres à l'est de Mantes-la-Jolie, chef-lieu d'arrondissement.
Elle est limitrophe de Flins-sur-Seine à l'ouest, de Bouafle et Ecquevilly au sud et de Verneuil-sur-Seine et Chapet à l'est. Au nord, elle est séparée de Mézy-sur-Seine, Meulan-en-Yvelines et Vaux-sur-Seine par la Seine.
Le territoire s'étend à partir des bords de Seine dans la basse plaine alluviale de la Seine, en légère pente vers le nord, les altitudes s'échelonnant entre 38 mètres à l'extrême sud de la commune et 20 mètres sur la rive du fleuve.

### Climat
Pour des articles plus généraux, voir Climat de l'Île-de-France et Climat des Yvelines.
En 2010, le climat de la commune est de type climat océanique dégradé des plaines du Centre et du Nord, selon une étude du CNRS s'appuyant sur une série de données couvrant la période 1971-2000. En 2020, Météo-France publie une typologie des climats de la France métropolitaine dans laquelle la commune est exposée à un climat océanique et est dans la région climatique Sud-ouest du bassin Parisien, caractérisée par une faible pluviométrie, notamment au printemps (120 à 150 mm) et un hiver froid (3,5 °C).
Pour la période 1971-2000, la température annuelle moyenne est de 11,5 °C, avec une amplitude thermique annuelle de 14,6 °C. Le cumul annuel moyen de précipitations est de 669 mm, avec 10,6 jours de précipitations en janvier et 7,5 jours en juillet. Pour la période 1991-2020, la température moyenne annuelle observée sur la station météorologique la plus proche, située à Maule à 9 km à vol d'oiseau, est de 11,8 °C et le cumul annuel moyen de précipitations est de 677,0 mm,. Pour l'avenir, les paramètres climatiques de la commune estimés pour 2050 selon différents scénarios d'émission de gaz à effet de serre sont consultables sur un site dédié publié par Météo-France en novembre 2022.

### Hydrographie
Le territoire des Mureaux longe la rive gauche (ou sud) de la Seine sur cinq kilomètres environ. Les îles de la Seine situées en face des Mureaux sont rattachées administrativement aux communes de la rive droite (Meulan et Mézy-sur-Seine), à l'exception d'un îlot artificiel créé pour une ancienne écluse aujourd'hui désaffectée.
La ville est traversée par un ruisseau, le ru d'Orgeval, long de seize kilomètres environ, qui coule du sud vers le nord, puis rejoint la Seine aux Mureaux. Ce petit affluent n'était plus visible sur l'essentiel de son parcours car il avait été enterré au cours de l'urbanisation des années 1950-1960. Depuis 2016, le ru d'Orgeval est de nouveau visible sur près de 500 mètres au cœur de l’écoquartier Molière.
À la limite de Verneuil-sur-Seine, près de la Seine, sur l'Île de loisirs du Val-de-Seine se trouve l'étang du Rouillard, qui s'étend à cheval sur les deux communes et qui résulte d'une ancienne exploitation de sablière.
Dans la partie nord-ouest du territoire se trouvent des stations de pompage utilisées pour l'approvisionnement en eau potable (par des réinjections dans la nappe phréatique).
La nappe aquifère des alluvions est incluse dans les champs captants de l'usine d'eau potable d'Aubergenville (exploitée par la société Lyonnaise des Eaux). Cette zone se trouve de ce fait assujettie à un périmètre de protection.
La commune est concernée par les risques d'inondation liés aux crues de la Seine. Les quartiers riverains du fleuve et situés le long de la RD 43, en particulier, sont classés en zone inondable, dans le cadre du PPRI (plan de prévention des risques d'inondation) des Yvelines.
Liste des labels et prix obtenus en rapport avec la gestion des eaux :
- 2009 : Forum des Projets Urbains « Hydro-logique aux Mureaux ou la gestion des eaux pluviales ».
- 2010 : Trophée « 2 canards » pour la participation à l’Opération « Berges Saines ».
- 2010 : Prix spécial innovation publique Fimbact « Hydro-logique aux Mureaux ou la gestion des eaux pluviales ».
- 2013 : Trophée « 2 roseaux » pour la participation à l’Opération « Berges Saines ».
- 2013 : Prix « Coup de Cœur » du département des Yvelines au concours « L’Eau dans les espaces verts ».
- 2016 : Prix de la rédaction « Défi Urbain : Adaptation climatique du paysage urbain et gestion de l’eau ».
- 2016 : Trophée Novatech pour la gestion des eaux pluviales, catégorie « Renouvellement urbain ».

## Urbanisme

### Typologie
Au 1er janvier 2024, Les Mureaux est catégorisée centre urbain intermédiaire, selon la nouvelle grille communale de densité à sept niveaux définie par l'Insee en 2022.
Elle appartient à l'unité urbaine de Paris, une agglomération inter-départementale regroupant 407  communes, dont elle est une commune de la banlieue,,. Par ailleurs la commune fait partie de l'aire d'attraction de Paris, dont elle est une commune de la couronne,. Cette aire regroupe 1 929 communes,.

### Occupation des sols
Le tableau ci-dessous présente l'occupation des sols de la commune en 2018, telle qu'elle ressort de la base de données européenne d’occupation biophysique des sols Corine Land Cover (CLC).
| Type d’occupation                                              | Pourcentage | Superficie (en hectares) |
| -------------------------------------------------------------- | ----------- | ------------------------ |
| Tissu urbain discontinu                                        | 41,2 %      | 511                      |
| Zones industrielles ou commerciales et installations publiques | 22,1 %      | 274                      |
| Chantiers                                                      | 2,4 %       | 30                       |
| Équipements sportifs et de loisirs                             | 4,4 %       | 54                       |
| Terres arables hors périmètres d'irrigation                    | 9,8 %       | 121                      |
| Systèmes culturaux et parcellaires complexes                   | 8,5 %       | 131                      |
| Forêts de feuillus                                             | 15,1 %      | 187                      |
| Cours et voies d'eau                                           | 4,1 %       | 51                       |
| Plans d'eau                                                    | 1,0 %       | 12                       |
| Source : Corine Land Cover                                     |             |                          |

### Logement
Au recensement de 2014, la ville comptait 11 443 logements dont 10 607 résidences principales. Le solde est constitué essentiellement de logements vacants (6,6 %), la part des résidences secondaires étant infime (0,3 %).
Plus de 83 % du parc immobilier date des années 1949-1989, taux sensiblement supérieur à la moyenne régionale (57,2 %). Cela résulte notamment des constructions de logements sociaux qui ont profondément modifié la ville des Mureaux dans les années 1950-1970. Les constructions récentes (de 1990 à 1999) représentent seulement 5,4 % des résidences principales (chiffre inférieur à la moyenne régionale, 9,1 %), démontrant un net fléchissement des constructions depuis 1990.
Les maisons individuelles représentaient 29,9 % contre 70,1 % pour les appartements, répartition légèrement différente de la moyenne régionale (26,9 % et 73,1 % respectivement), reflétant une certaine densification urbaine.
Les habitations en résidences principales se caractérisent par leur surface importante : les logements de quatre pièces et plus dominent (53,6 %), avec toutefois une forte proportion de trois pièces (28,9 %). Les petits logements, 2 pièces (12,6 %), et surtout les studios (4,5 %), sont très minoritaires. Entre 2007 et 2012, cette structure a évolué dans le sens d'une légère diminution des logements de moyenne taille (3 et 4 pièces) et au profit des petits logements (2 pièces ou moins) et des très grands (5 pièces ou plus).
Parmi les résidences principales, 44 % des habitants sont propriétaires de leur logement, contre 54,7 % qui ne sont que locataires (respectivement 44,3 % et 51,1 % dans la région).
Avec 3 386 logements HLM, soit 42 % du parc en 2014 (contre 46 % en 2007), la ville est au-dessus du seuil de 25 % de logements sociaux imposé par la loi n° 2013-61 du 18 janvier 2013 relative à la mobilisation du foncier public en faveur du logement et au renforcement des obligations de production de logement social. Les quartiers de « La Vigne Blanche » et « Les Musiciens », sont les secteurs les plus en difficultés sociales de la ville.
En 2014, Les Mureaux a été labellisé EcoQuartier dans le cadre de sa rénovation urbaine. L'Ecoquartier Molière touche près de 3 916 logements dont 1 454 logements réhabilités, 2949 résidentialisés et 1122 démolis.
Le 3 octobre 2010 la tour Molière, construite dans les années 1960, dans le quartier de la Vigne Blanche est détruite. À son emplacement est installé le Pôle Molière, qui comprend 2 écoles, 1 crèche, une ludothèque et une salle de sport.
En 2015, le Pôle Molière a reçu :
- la certification Haute Qualité Environnementale (HQE).
- le lauréat de l’appel à projet BEPOS de l’ADEME sur les bâtiments positifs.
- le Prix partenaire Conseil en Architecture et Urbanisme des Yvelines sur le thème « Optimiser la gestion de l’énergie sur le territoire ».

### Voies de communication et transports
Sur le plan routier, Les Mureaux est desservie par plusieurs routes départementales, et principalement par la RD 43 qui en constitue la principale avenue. Celle-ci permet de relier, au sud, l'autoroute de Normandie (A13) et, au nord, le pont « Rhin et Danube » (construit en 1957) au-dessus de la Seine. Les Mureaux comprennent aussi deux axes transversaux, la RD 154 qui relie la commune à Verneuil-sur-Seine et Vernouillet à l'est, et la RD 14 qui rejoint Flins-sur-Seine et Aubergenville à l'ouest.
Les Mureaux dispose d'une gare. Elle est desservie par la ligne J du réseau Transilien. La commune fait partie du projet Éole et doit bénéficier en 2024 du prolongement de la ligne E du RER. Il reliera directement Les Mureaux à La Défense. Aujourd’hui, la ville bénéficie d'une ligne de bus Express qui la relie directement à la Défense en 30 minutes via l'autoroute A14.Le territoire communale est également desservi par le réseau de bus Poissy Les Mureaux.
La commune dispose de l'aérodrome des Mureaux dont la piste en herbe est exclusivement utilisée par des aéroclubs.
Un peu en amont du pont routier, se trouve le port public des Mureaux, géré par le Port autonome de Paris, qui se compose d'un simple quai.
En 2013, Les Mureaux a reçu le Trophée de la Mobilité en Île-de-France, dans la catégorie « Espace public ».

## Toponymie
Attestée sous les formes de Murellis en 1133, Murelli au XIIIe siècle.
« Les Mureaux » est issu de murus (mur défensif). Un port fluvial existait aux Mureaux dès le Ier siècle av. J.-C. « Les petits remparts » ou « la petite place-forte ».

## Histoire

### Préhistoire
Le site fut occupé dès la préhistoire ; une sépulture mégalithique (allée couverte) datée de 3 000 ans av. J.-C. y a été découverte à la fin du XIXe siècle.
Au début du IIe siècle av. J.-C., des populations gauloises (Carnutes) s’installent au nord de la Seine, côté Meulan, sur l’Île-Belle. Puis, une véritable agglomération s’étend jusqu’aux Mureaux. Les traces archéologiques se résument à des bâtiments construits en bois et torchis et des objets qui montrent une importante activité artisanale (ex. le travail de l’os animal : alêne et aiguille pour la pêche, dés à jouer, charnières…). La qualité de certains objets traduit également l’existence d’une élite aristocratique au sein de cette agglomération gauloise.
Bien qu’aucun port n’ait été repéré pour cette période, le commerce à longue distance y était déjà développé comme l'attestent les amphores d’origine gréco-italienne, recueillies en fouille, importées dès le Ier siècle av. J.-C.

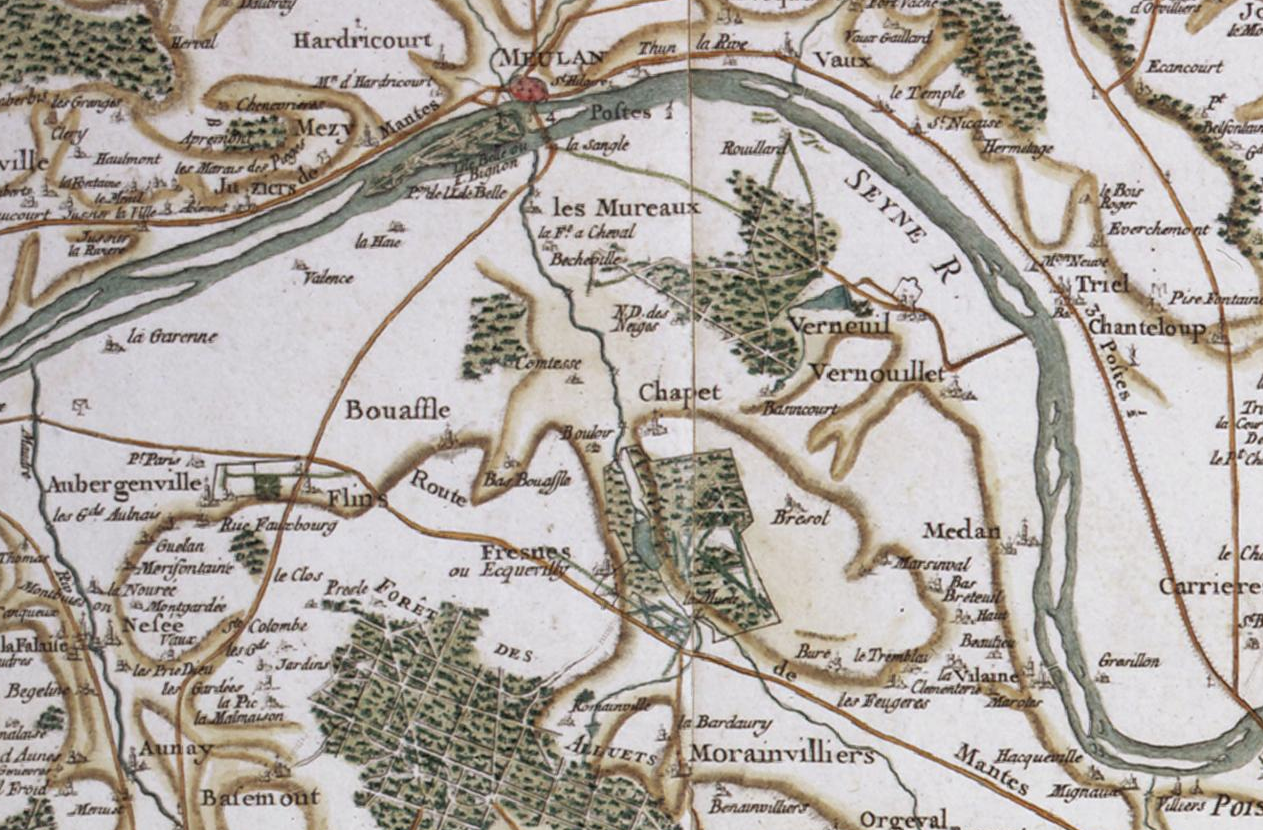
Les Mureaux sur la carte de Cassini en couleur (feuilles gravées et aquarellées), issue de l’exemplaire dit de « Marie-Antoinette » du XVIIIe siècle.

### Moyen Âge
Le village des Mureaux fut un fief du comté de Meulan dépendant de la générosité de la comtesse, Agnès de Montfort, qui le dota d’une église et d’une maladrerie. Les rois capétiens résidaient dans leur hôtel de Beauséjour et au château des Mâcherus, tous deux disparus. C’est dans le premier, dans son douaire, que Marie de Brabant, reine de France, se retira de 1285 à 1321, après le décès de son époux, le roi de France Philippe III le Hardi.
Au Moyen Âge, le village fut un fief des comtes de Meulan.
Pendant plus de deux siècles, la famille de Vion, originaire de Bourgogne, possède les seigneuries des Mureaux et de Becheville.

### Époque contemporaine

#### XIXesiècle
En 1811, le domaine de Bècheville devient la propriété de Pierre Daru. Baron de l’Empire et membre de l’Académie française, il est alors un proche conseiller de Napoléon qui écrit, dans ses mémoires, à propos de Pierre Daru : « Au travail du bœuf, il joint le courage du lion ». Dès 1811, les Daru reçoivent au château leur cousin Stendhal. Celui-ci y passe trois semaines. Il fait la cour à Alexandrine Daru, l’épouse de son hôte, mais en vain. Après cette déception amoureuse, il part pour l'Italie. Stendhal relatera cet événement dans son roman Le Rouge et le Noir. Alexandrine devient Madame de B et le château porte divers pseudonymes. Le romancier avoue avoir « perdu la bataille de Bècheville ».
En 1843 eut lieu l'inauguration de la gare des Mureaux sur la ligne Paris-Rouen.
Entre 1850 et 1860, Napoléon Daru fait construire l'actuel château de Bècheville.
En 1889, Léon Gustave Ravanne, peintre de la Marine (né à Meulan en 1854), élève de Léon Bonnat, fait construire un atelier où il s'installe, au 15 avenue Victor-Hugo. Cet atelier fut un des points de rencontre de Louis Hayet, Léo Gausson, Celli ou Jean Guérin, directeur de l'école de dessin de Mantes et dernier peintre et propriétaire de l'atelier.

#### XXesiècle
L'année 1912 voit les débuts de l'aviation aux Mureaux.
En 1924 Les Mureaux accueille des épreuves de voile dans le cadre des Jeux olympiques d'été de Paris.
En 1949, tout juste installé aux Mureaux, l'écrivain Frédéric Dard invente son personnage du commissaire San Antonio.

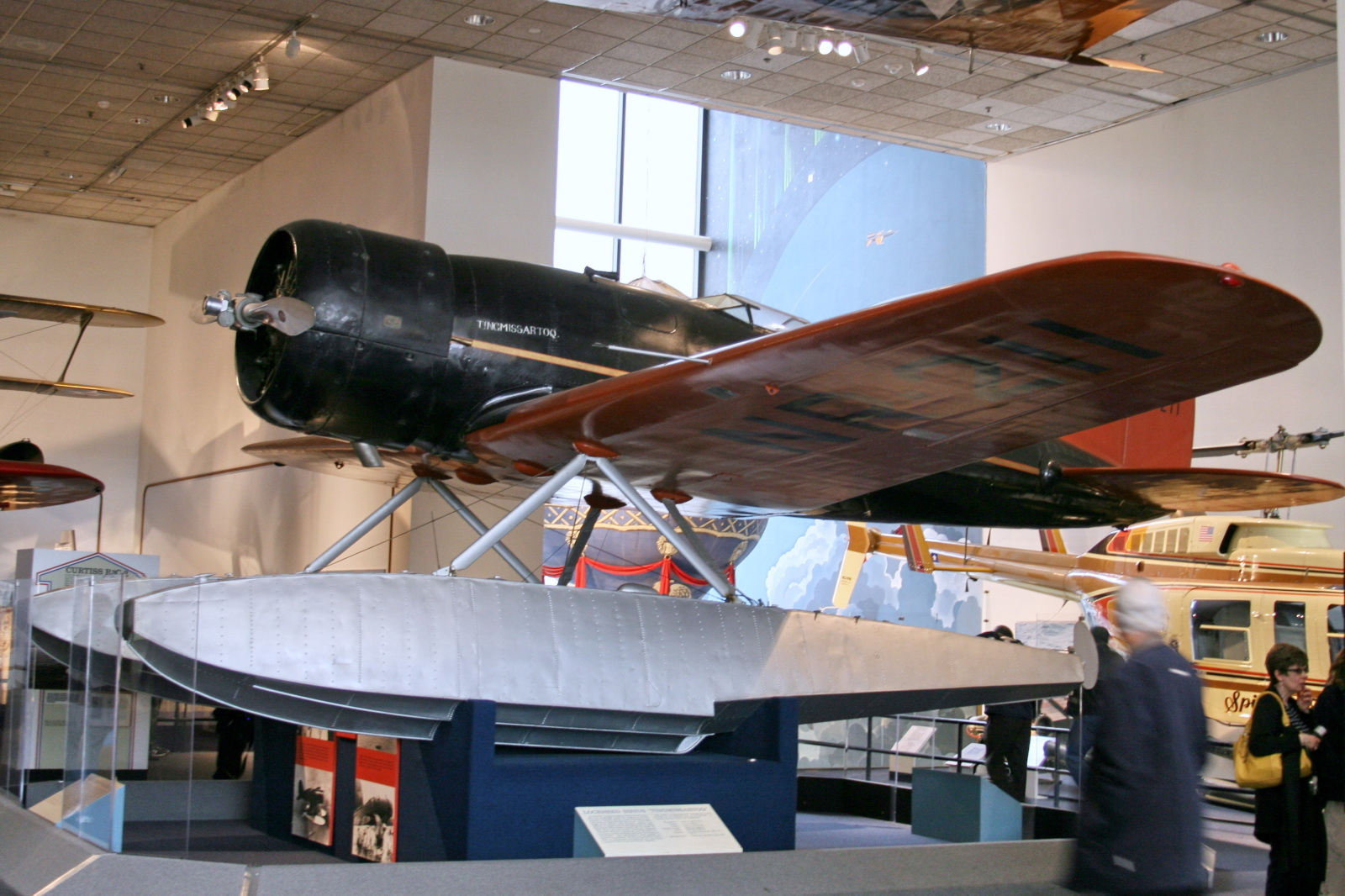
L’hydravion Lockheed 8 Sirius de Charles Lindbergh.

Charles Lindbergh et son épouse se sont posés sur le plan d’eau des Mureaux le 26 octobre 1933, avec leur Lockheed 8 Sirius de couleur rouge. C’est sur ce site que sont alors effectués tous les essais d’hydravions construits par les Ateliers de construction du Nord de la France et des Mureaux (ANF). Jusqu’au début de la Seconde Guerre mondiale, ce sont 600 hydravions, essentiellement monomoteurs qui se sont posés aux Mureaux (futur site d’implantation de l’industrie aérospatiale, aujourd’hui incarnée par le pôle EADS Astrium Space Transportation, instigateur, notamment, du programme « Ariane »).
C'est en 1952 qu'a lieu le vol du premier Noratlas, un avion de transport militaire fabriqué par l'usine des Mureaux. C'est dans les années 1950 et 1960, que débute la construction de grands ensembles de logements sociaux, notamment dans le parc du château de Bècheville, acquis par la Ville en 1953. En 1955 est la première édition du Challenge Lefaucheux connu comme épreuve de référence de cette discipline sous le nom de Cross des Mureaux. En 1999, une tour aux Musiciens est démolie.
Inaugurée en 1952, l'usine Renault de Flins a besoin de loger ses salariés : les terrains d'aviation sont transformés en logements. La démographie communale explose.

#### XXIesiècle
En mai 2005, la ville inaugure le nouvel hôtel de ville qui permet de regrouper des services très dispersés. Le nouveau pôle administratif de plus de 440 m² est le premier bâtiment tertiaire HQE en France.
Le 8 décembre 2006 est signée la convention entre la ville des Mureaux et l'agence nationale pour la rénovation urbaine. Ce projet de rénovation comportant un budget de 409 millions d'euros est l'une des conventions les plus importantes de France. Il permet la création de 25 hectares d'espace publics dont les 7,5 hectares du Parc Molière. En 2007, la tour Sauge (Vigne Blanche) est démolie. En 2008, deux athlètes de haut niveau, appartenant à des clubs sportifs muriautins, ont participé aux jeux olympiques de Pékin : il s'agit de la gymnaste Kathleen Lindor et du boxeur Ali Hallab. En 2009, La Médiathèque est inaugurée après plus d'un an de travaux. Auparavant, celle-ci n'avait jamais été terminée.
Le 3 octobre 2010 la tour Molière dans le quartier de la Vigne Blanche est démolie. En 2012, les tours Iris et Nénuphars donnant sur l'avenue de l'Europe sont démolies. Le 13 février 2015, le Pôle Molière est inauguré en présence de la ministre de l'Éducation nationale, Najat Vallaud-Belkacem et de Patrick Kanner, ministre de la Ville, de la Jeunesse et des Sports. Cet équipement multi-activités accueille une école primaire, une crèche, une ludothèque, un restaurant, un café des parents, un centre de ressources et des salles polyvalentes. Il témoigne d'une vision globale de l'éducation sur le territoire communal.

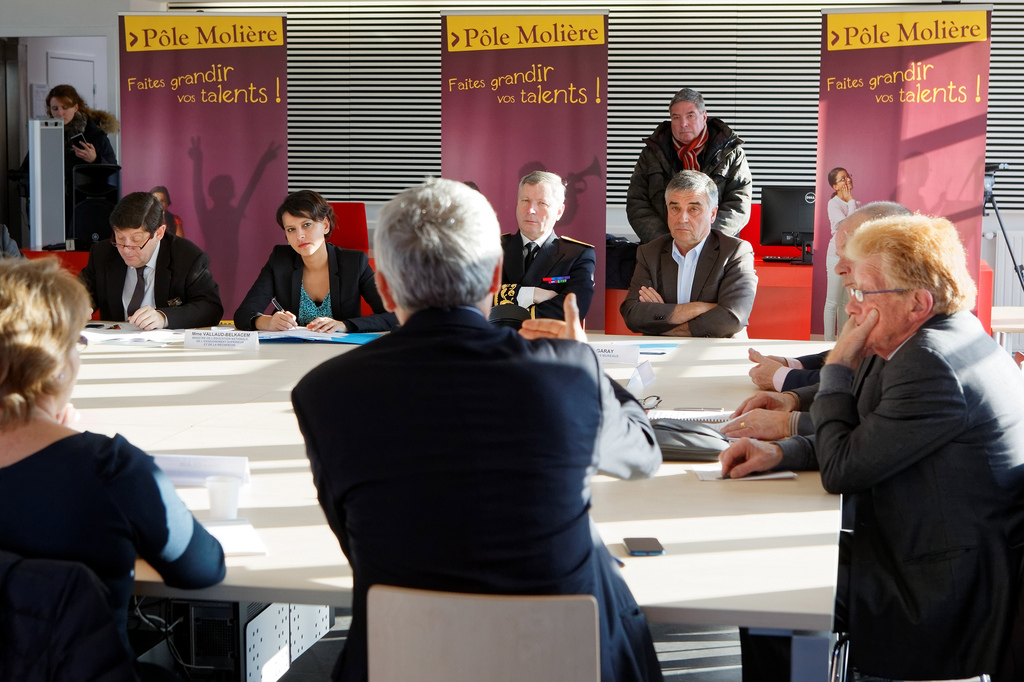
Inauguration du Pôle Molière : de gauche à droite, Patrick Kanner, Najat Vallaud-Belkacem, le préfet Erard Corbin de Mangoux, le maire, François Garay, face à Damien Raymond, secrétaire général de la Ligue de l'enseignement des Yvelines.

Le 8 octobre 2018, la ville des Mureaux signe la convention « Action Cœur de Ville ». À travers ce programme, de nombreux partenaires sont associés pour engager la revitalisation du centre-ville des Mureaux, dans la perspective de l'arrivée d'EOLE (RER E). Les Mureaux fait ainsi partie des 19 villes en Île-de-France qui bénéficient du programme Action Cœur de Ville lancé par le ministère de la Cohésion des territoires.

## Politique et administration

### Découpage territorial
La commune des Mureaux est membre de la communauté urbaine Grand Paris Seine et Oise, un établissement public de coopération intercommunale (EPCI) à fiscalité propre créé le 1er janvier 2016, dont le siège est à Aubergenville. Auparavant, elle était membre de la communauté d'agglomération Seine et Vexin, créée le 1er janvier 2014, dont le siège était fixé à Meulan-en-Yvelines.
Sur le plan administratif, elle est rattachée à l'arrondissement de Mantes-la-Jolie, au département des Yvelines et à la région Île-de-France. Sur le plan électoral, elle dépend du  canton des Mureaux pour l'élection des conseillers départementaux, depuis le redécoupage cantonal de 2014 entré en vigueur en 2015, et de la neuvième circonscription des Yvelines  pour les élections législatives, depuis le découpage électoral de 1986.

### Élections municipales et communautaires

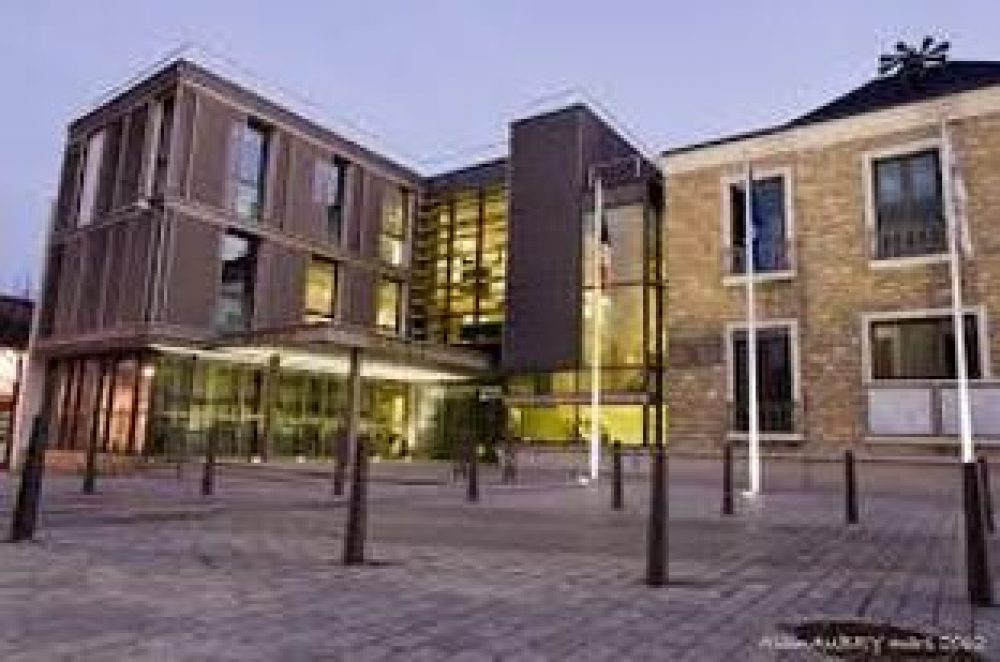
La mairie des Mureaux.

#### Élections les plus récentes
Le conseil municipal comprend trente-neuf membres, dont le maire, onze adjoints au maire, et six conseillers délégués.
La ville dispose également d'un conseil municipal d'enfants et d'un conseil municipal des jeunes.

### Autres élections
Lors de l'élection présidentielle de 2022, les électeurs de la commune se sont exprimés à 75,07 % pour Emmanuel Macron et à 24,93 % pour Marine Le Pen, puis aux élections européennes du 9 juin 2024 à 46,66 % pour la liste « La France insoumise - Union populaire ».

### Finances communales
En 2015, Les Mureaux est la municipalité dont la dette par habitant (2 860 € par habitant) est la plus forte des Yvelines et même la 7e de France. La dette a explosé depuis 2000 avec une augmentation entre 2000 et 2014 de 301,8 %. François Garay (DVG) justifie alors ces chiffres par les sommes engagées dans la rénovation urbaine, notamment le projet Anru qui a nécessité que la ville emprunte 38,4 millions d'euros. Il pronostique une baisse à partir de 2018 ou 2019 quand la ville aura moins d'investissements à réaliser.
En 2019, la ville occupe la troisième place du classement des 50 villes de plus de 10 000 habitants les plus endettées de France établi par Le Figaro. La ville présente une dette de 2 760 € par habitant. La mairie DVG explique la hauteur de cet endettement par la mise en place d'équipements importants « censés profiter à plusieurs générations ». Elle met également en avant les efforts de réduction de la masse salariale et la baisse de la dette de 13 % sur la période 2016-2019.

### Politique de développement durable
La ville a engagé une politique de développement durable en lançant une démarche d'Agenda 21.
Dès les années 2000, l'usage des produits phytosanitaires a été réduit avant d'être supprimé :
- 2009 : zéro phyto dans les espaces verts ;
- 2013 : zéro phyto dans les cimetières ;
- 2015 : zéro phyto dans les espaces sportifs.

En 2004, la ville signe la Charte régionale de la biodiversité. La ville des Mureaux a mis en place l'Indicateur Kilométrique vélo (IKV) à destination du personnel communal. Cela engage les agents participants à faire du vélo le mode régulier de déplacement sur les trajets « domicile-travail ».
En 2012, les bords de Seine sont aménagés, cette voie verte donne la possibilité aux promeneurs de profiter de près de 7 km de liaisons douces en bord de Seine dans un environnement privilégié.
En 2013, un inventaire de la faune et de la flore sur le territoire de la ville est effectué, on y répertorie 29 espèces d'oiseaux rares et près de 127 espèces d'arbres différentes sur le territoire.
En 2015, Seinergy Lab est inauguré, c'est un pôle d’innovation collaborative totalement inédit de formation et d’expérimentation sur l’énergie et les territoires de demain[source insuffisante].
En 2014, l'ensemble du périmètre de la convention Anru se voit décerner le label Ecoquartier, pour sa prise en compte exemplaire des critères environnementaux : l'écoquartier Molière.
Parmi les récompenses obtenues dans le cadre de sa démarche de développement durable, la commune compte les prix suivants :
- 2003 : obtention de la 1re fleur au Concours régional des Villes et Villages fleuris ;
- 2009 : obtention de la 2e fleur au Concours régional des Villes et Villages fleuris ;
- 2010 : labellisation des Parcs de Bècheville et du Sautour pour leur gestion écologique décerné par l’organisme Ecocert ;
- 2014 : obtention de la 3e fleur au Concours régional des Villes et Villages fleuris ;
- 2015 : certification Haute Qualité Environnementale (HQE) du Parc Molière ;
- 2015 : le Trophée du jardin à partager, décerné par le conseil général des Yvelines, dans le cadre du projet des Jardins familiaux du Rouillard ;
- 2016 : obtention de « 2 libellules » au concours Capitale française de la biodiversité, sur le thème « Sols et biodiversité » ;
- 2016 : la ville reçoit le Prix national de l'arbre.

### Jumelages
- Sosnowiec (Pologne)
- Idar-Oberstein (Allemagne)
- Nonantola (Italie)
- Margate (Angleterre)

## Équipements et services publics

### Espaces publics
Cinq parcs sont classés au pré-inventaire de l'Inventaire général du patrimoine culturel au titre de « jardins remarquables » :
- Parc du château de Bècheville (XVIIe s.) ;
- Parc de l'Oseraie (1874) ;
- Parc Jean-Vauzelle (fin XIXe s.), rue Carnot, dans le centre ancien ;
- Parc de Sautour (1985) ;
- Parc des Marronniers (1987).

En 2010, le parc du château de Bècheville et le parc de Sautour ont été labellisés par l’organisme Ecocert pour leur gestion écologique. En 2015, ils ont également obtenu la Labellisation Eve (espace végétal écologique).
Depuis 2016, le Parc Molière s'étend sur plus de 7,5 hectares depuis La Médiathèque jusqu'au Parc du Sautour. Il permet de relier les lieux emblématiques de la ville comme le Pôle Molière, les Ateliers du Moulin ou le Conservatoire Gabriel-Fauré. Il se situe au cœur de l’Écoquartier Molière, un des projets urbains les plus audacieux.
Le Conseil national des villes et villages fleuris a décerné trois fleurs à la ville des Mureaux.

### Enseignement

#### Passeport Citoyen
La ville propose aux Muriautins âges de 18 ans une semaine de découverte de différentes institutions (Sénat, Musée du Louvre, Tribunal de Grande Instance, Police Nationale...) et un stage de deux semaines dans l'un de ces organismes. Une démarche qui permet de restaurer le sens de l'intérêt général. En contrepartie de cette implication, la ville finance un projet de vie à hauteur de 500 euros : permis de conduire, projet scolaire, projet de solidarité...

#### Contrat municipal étudiant
Créé en 2004 en partenariat avec ArianeGroup, le Contrat municipal étudiant constitue une bourse pour les Muriautins qui intègrent une grande école. Ainsi, la ville encourage la réussite scolaire et l'égalité des chances en donnant la possibilité aux jeunes de poursuivre des études supérieures auxquelles ils auraient dû, sans aide, renoncer en raison de leur situation sociale.

### Équipements culturels

#### La Médiathèque Grand Paris Seine & Oise
Entièrement en libre accès, la Médiathèque met à disposition : romans, albums, bande dessinées, musiques, films et documentaires, sans oublier un espace multimédia et des salles de travail. La Médiathèque propose une programmation culturelle riche et variée, et accueille, depuis janvier 2018, une Micro-Folie.

#### Micro-Folie Les Mureaux
La Micro-Folie est composée de 4 espaces.
- Musée numérique et salle de spectacle : Le Musée numérique permet de découvrir sur écran géant et sur tablettes, plus de 500 chefs-d’œuvre issus de 12 musées nationaux (Musée du Louvre, Centre Pompidou, Château de Versailles, etc.). Cette galerie d’art virtuelle est une offre culturelle unique où chaque visite est accompagnée d’actions de médiation.
- Réalité virtuelle : Un espace de réalité virtuelle vous permet, grâce aux casques mis à disposition, de vous immerger dans l’expérience 360°.
- Le Fablab : Équipé d’imprimantes 3D, d’une floqueuse de T-shirt et de supports en tissu, d’une brodeuse numérique. Cet espace s’adresse aux artistes, aux étudiants, aux bricoleurs et à tous ceux qui souhaitent développer leur créativité́ dans un esprit DIY (Do It Yourself).
- Le café : De nombreuses activités sont proposées aux enfants et aux familles au sein de l’espace Café, dont ateliers pédagogiques et jeux organisés en lien avec les structures culturelles et les associations locales.

#### Conservatoire Gabriel-Fauré
Agréé par l’État, le conservatoire Gabriel-Fauré propose des cours de danse, de musique, de théâtre et d’arts visuels. Il bénéficie d’un studio d’enregistrement et des studios de répétition ouverts aux élèves de l’établissement ainsi qu’aux musiciens, groupes, débutants ou confirmés. Le Conservatoire présente également une programmation annuelle avec des spectacles de théâtre et de danse, des concerts, des scènes ouvertes musicales destinées aux talents franciliens, des expositions et des conférences.

#### Cinéma Frédéric-Dard
Situé au cœur du centre-ville, le cinéma Frédéric-Dard propose tout au long de l’année une programmation variée de films qui font l’actualité cinématographique. Il porte ce nom en hommage à l'écrivain Frédéric Dard qui a longtemps vécu dans la ville des Mureaux.

### Justice, sécurité, secours et défense

#### Sécurité
La ville dispose d'une police municipale, qui comprend 14 policiers et 8 agents de surveillance de la voie publique, et d'un commissariat de la police nationale. Un conseil local de sécurité et de prévention de la délinquance (CLSPD) a été créé en 2002 dans le but notamment d'assurer la coordination entre les acteurs et de prévenir la délinquance.
En avril 2016, un nouveau commissariat, conçu par les architectes Philippe Ameller et Jacques Dubois, a été inauguré en présence du ministre de l'Intérieur, Bernard Cazeneuve.

#### Instances administratives et judiciaires
La commune des Mureaux appartient au canton des Mureaux, qui regroupe 51 549 habitants dans neuf communes situées de part et d'autre de la Seine, et dont elle représente donc près de 62 % de la population. L'actuelle conseillère départementale du canton est Cécile Zammit-Popescu.
Sur le plan électoral, la commune est rattachée à la neuvième circonscription des Yvelines, circonscription à dominante rurale du nord-ouest des Yvelines, dont le député est Bruno Millienne (MoDem).
Sur le plan judiciaire, Les Mureaux font partie de la juridiction d’instance de Mantes-la-Jolie et, comme toutes les communes des Yvelines, dépendent du tribunal de grande instance ainsi que du tribunal de commerce sis à Versailles,.

## Population et société

### Démographie

#### Évolution démographique
L'évolution du nombre d'habitants est connue à travers les recensements de la population effectués dans la commune depuis 1793. Pour les communes de plus de 10 000 habitants les recensements ont lieu chaque année à la suite d'une enquête par sondage auprès d'un échantillon d'adresses représentant 8 % de leurs logements, contrairement aux autres communes qui ont un recensement réel tous les cinq ans,.

En 2022, la commune comptait 34 151 habitants, en évolution de +4,84 % par rapport à 2016 (Yvelines : +2,72 %, France hors Mayotte : +2,11 %).
| 1793 | 1800 | 1806 | 1821 | 1831 | 1836 | 1841 | 1846 | 1851 |
| ---- | ---- | ---- | ---- | ---- | ---- | ---- | ---- | ---- |
| 745  | 752  | 781  | 813  | 783  | 720  | 774  | 827  | 794  |

| 1856 | 1861 | 1866  | 1872  | 1876  | 1881  | 1886  | 1891  | 1896  |
| ---- | ---- | ----- | ----- | ----- | ----- | ----- | ----- | ----- |
| 885  | 983  | 1 113 | 1 230 | 1 394 | 1 740 | 2 006 | 2 070 | 2 214 |

| 1901  | 1906  | 1911  | 1921  | 1926  | 1931  | 1936  | 1946  | 1954  |
| ----- | ----- | ----- | ----- | ----- | ----- | ----- | ----- | ----- |
| 2 285 | 2 234 | 2 485 | 2 896 | 3 540 | 4 605 | 5 048 | 5 427 | 8 218 |

| 1962   | 1968   | 1975   | 1982   | 1990   | 1999   | 2006   | 2011   | 2016   |
| ------ | ------ | ------ | ------ | ------ | ------ | ------ | ------ | ------ |
| 19 016 | 21 733 | 28 165 | 31 619 | 33 089 | 31 739 | 32 634 | 30 739 | 32 575 |

| 2021   | 2022   | - | - | - | - | - | - | - |
| ------ | ------ | - | - | - | - | - | - | - |
| 33 977 | 34 151 | - | - | - | - | - | - | - |

#### Pyramide des âges
La population de la commune est relativement jeune. En 2018, le taux de personnes d'un âge inférieur à 30 ans s'élève à 44,7 %, soit au-dessus de la moyenne départementale (38 %). À l'inverse, le taux de personnes d'âge supérieur à 60 ans est de 17,9 % la même année, alors qu'il est de 21,7 % au niveau départemental.
En 2018, la commune comptait 16 648 hommes pour 16 301 femmes, soit un taux de 50,53 % d'hommes, légèrement supérieur au taux départemental (48,68 %).
Les pyramides des âges de la commune et du département s'établissent comme suit.
| Hommes | Classe d’âge | Femmes |
| ------ | ------------ | ------ |
| 0,4    | 90 ou +      | 0,5    |
| 5,3    | 75-89 ans    | 4,8    |
| 11,9   | 60-74 ans    | 12,8   |
| 15,9   | 45-59 ans    | 16,7   |
| 21,3   | 30-44 ans    | 21,1   |
| 18,3   | 15-29 ans    | 18,8   |
| 26,8   | 0-14 ans     | 25,3   |

| Hommes | Classe d’âge | Femmes |
| ------ | ------------ | ------ |
| 0,6    | 90 ou +      | 1,4    |
| 6      | 75-89 ans    | 7,8    |
| 13,5   | 60-74 ans    | 14,8   |
| 20,7   | 45-59 ans    | 20,1   |
| 19,6   | 30-44 ans    | 19,9   |
| 18,5   | 15-29 ans    | 16,8   |
| 21,2   | 0-14 ans     | 19,2   |

### Manifestations culturelles et festivités
- Festival international du Cirque des Mureaux[49] : le Festival international du Cirque des Mureaux fait partie des plus grands festivals de cirque en France. Il propose chaque vous année une sélection inédite des meilleurs numéros internationaux.
- Ciel en Seine[50] : durant une semaine, de nombreuses animations sont proposés sur toute la ville : initiation à la réalité virtuelle, ateliers effets spéciaux, simulateurs de vol, expositions...
- Fête de l'air
- Fleurs en Seine[51] : depuis 2003, l'association Fleurs en Seine organise une grande fête des plantes qui a lieu tous les ans dans le Parc de l'Oseraie en bord de Seine. Pépiniéristes, paysagistes et artisans d'art s'y donnent rendez-vous pour diffuser leurs conseils et enseigner l'art de cultiver son jardin. Des ateliers et conférences sont également proposées aux 15 000 visiteurs annuels, tandis que des animations ludiques et pédagogiques sont organisées dans le but de sensibiliser les enfants au jardinage.

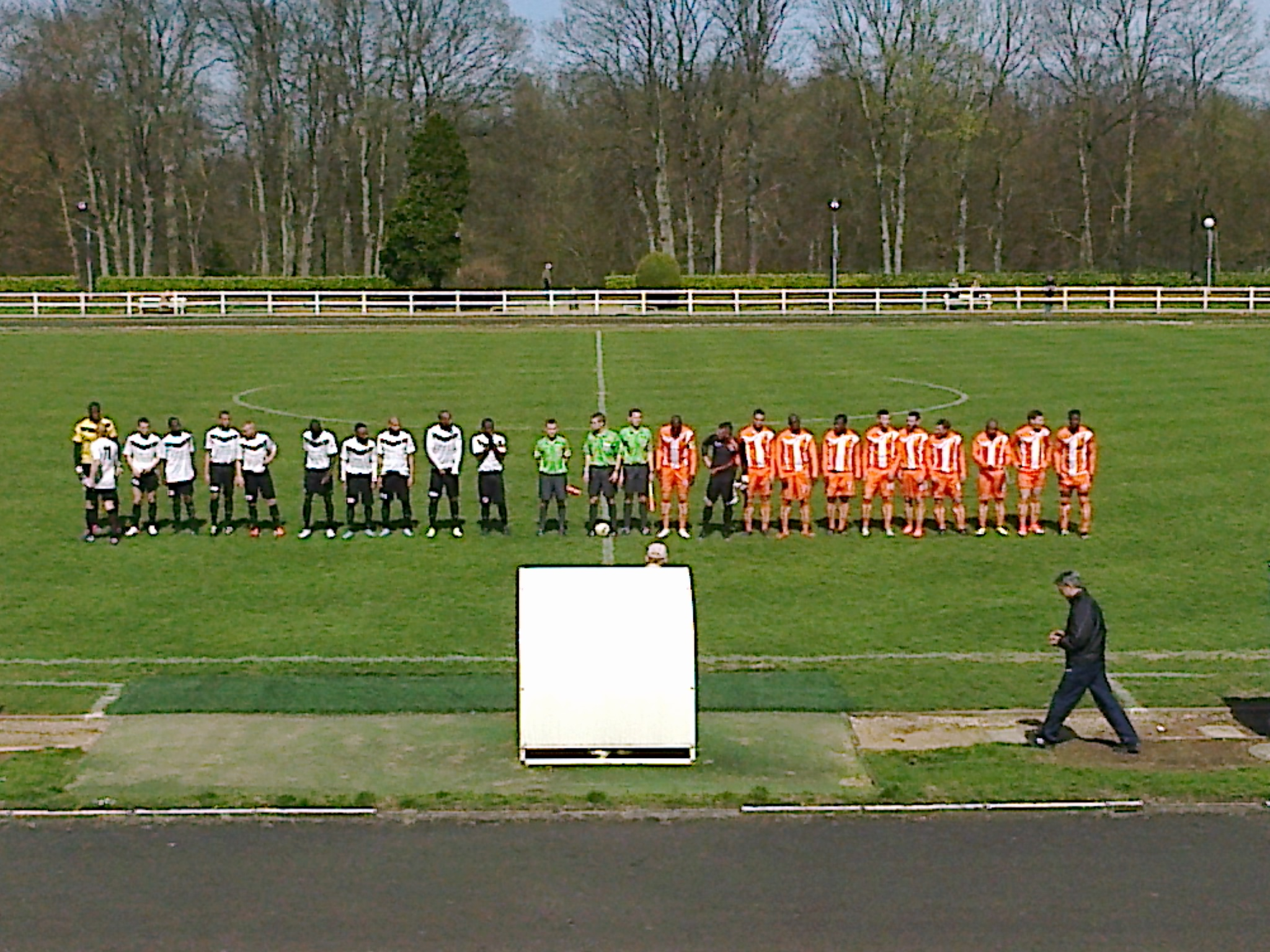
L'OFCM (en blanc) lors du match ACBB - Les Mureaux du 14 avril 2013 au stade Marcel-Bec de Meudon.

### Sports et loisirs
Avec près de 48 associations sportives, la ville des Mureaux a remporté le Prix de la Ville la Plus Sportive des Yvelines. Ce prix a été décerné par le Comité départemental Olympique et Sportif des Yvelines (CDOS) en 2008 puis de nouveau en 2012.
En 2015, la ville a accueilli les championnats de France de Cross-country en partenariat avec la FFA.
La commune possède :
- un club de rugby, le Rugby Club Les Mureaux, fondé en 1947[52] et qui a joué en 2e division en 1975, de nombreuses saisons en 3e division et a obtenu plusieurs titres de champion d'Île-de-France ;
- un club de foot, le O.F.C.M, fondé en 2003, et qui évolue en National 3. À l'occasion de la Coupe de France de football, cette équipe a rencontré le FC Rouen (au 7e tour en 2010-2011, défaite 1-3), ainsi que le FC Metz (au 8e tour en 2012-2013, défaite 0-1, but de Yeni N'Gbakoto) ;
- un club de football américain, les Lycans des Mureaux, fondé en 2005 évoluant en Départemental ;
- un club de triathlon, le Trinosaure, fondé en 1984, premier club français dans son domaine.

En 2009, la commune remporte le Trophée du Vélo décerné par le Comité de Promotion du Vélo, pour son plan global cyclable, avec la mise en place de chaussées à voie centrale banalisée dites « chaucidou ».

## Économie

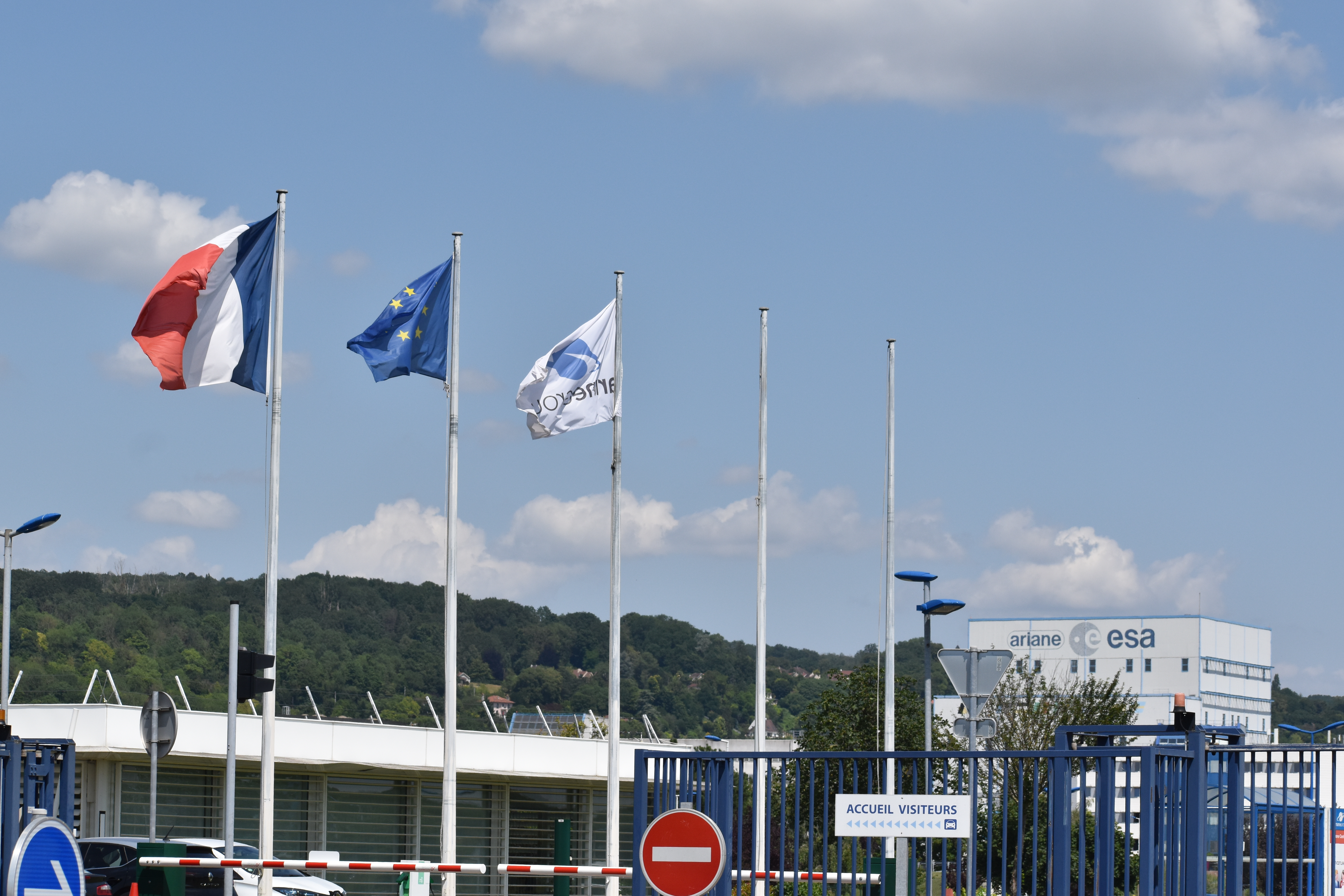
Groupe ArianeGroup, implanté dans la ville, assemblant le lanceur Ariane 5.

À travers de nombreuses filières (spatial, construction, logistiques, développement durable), Les Mureaux compte environ 900 acteurs économiques, 500 entreprises et 300 commerces. Avec son réseau de transport (gare en centre-ville avec Éole en 2024, accès direct à l'autoroute de Normandie), Les Mureaux constitue un territoire économique dynamique au cœur de la vallée de la Seine.
- Industrie aéronautique et spatiale : ArianeGroup (ex-Astrium / Aérospatiale, construction des éléments de la fusée Ariane). La ville des Mureaux est à ce titre membre de la Communauté des villes Ariane[53].
- Parc d'activités économiques des Garennes : production de tuiles Terreal, GCC, Prodways.
- Zone franche urbaine (ZFU) : comme Mantes-la-Jolie, Les Mureaux fait partie des communes bénéficiant d'une des 44 ZFU mises en place depuis 1997.
- En 2015, le taux de chômage des 15 à 64 ans aux Mureaux est de 20,7 %[54].

## Culture et patrimoine

### Patrimoine architectural

#### Patrimoine classé
- Dolmen des Gros Murs, vaste chambre funéraire (~60 corps) entièrement couverte d'un tumulus[55], située sur un terrain privé de la rue des Murets. Il n'est pas ouvert à la visite et seul le tumulus est visible depuis la rue. Classé au titre des Monuments Historiques en 1928[56].

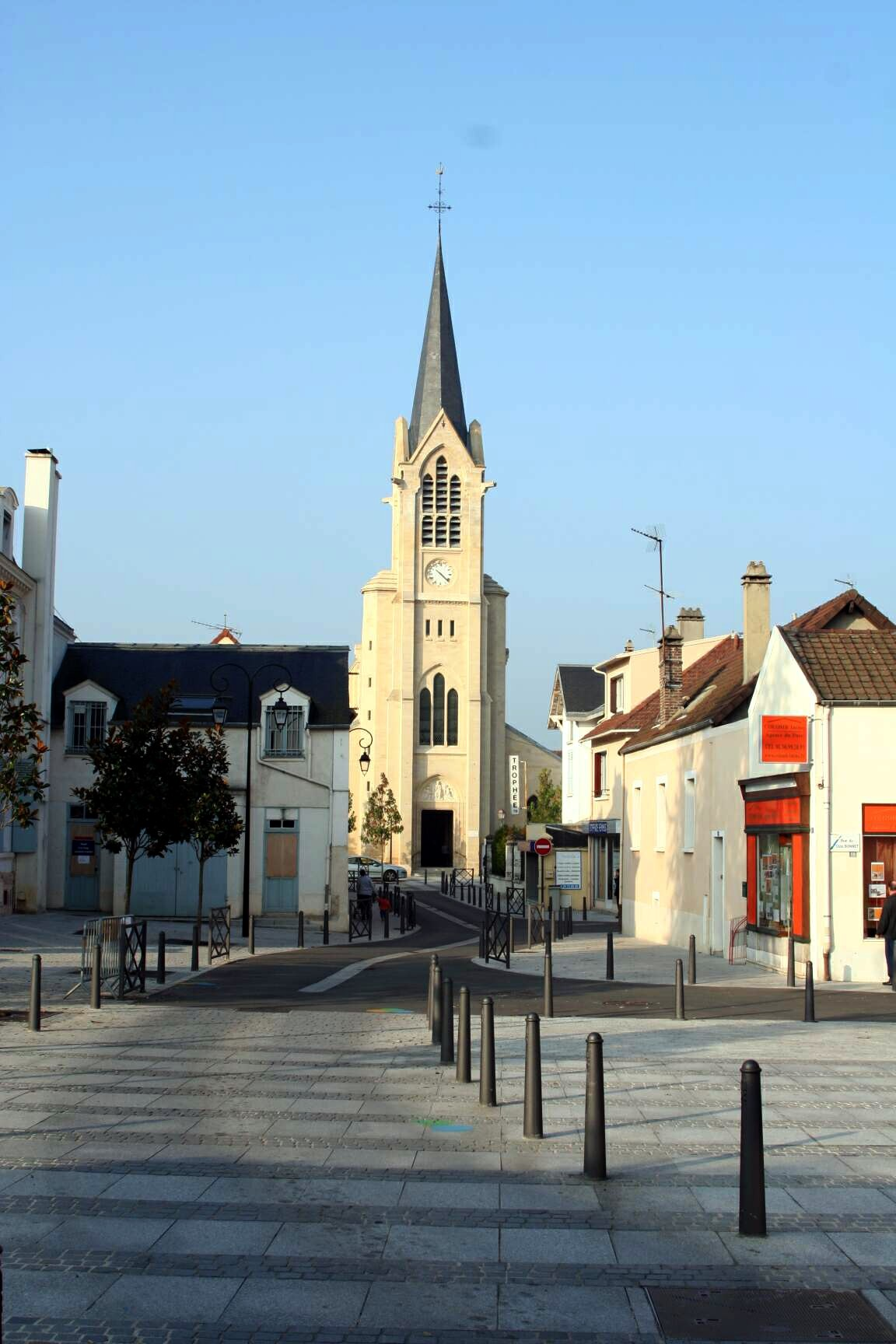
L'église Saint-Pierre-Saint-Paul.

#### Patrimoine non classé
- Le port antique des Mureaux, fouillé par le Service archéologique départemental, a été construit au Ier siècle apr. J.-C. en bord de Seine, de part et d’autre de la voie terrestre menant de Beauvais à Orléans.
- Maladrerie de Comtesse.
- Château de Bècheville du XVIIe siècle. Fréquenté par l'écrivain Stendhal en 1811, remanié au XIXe siècle, il accueille aujourd'hui le conservatoire Gabriel-Fauré.
- Maison Bouvaist, castel de brique et pierres meulières (1879), construction bourgeoise de bord de Seine dans le parc de l'Oseraie (rue des Gros-Murs).
- Club house du Cercle de la voile de Paris, construit en 1893[57].
- Église Saint-Pierre-Saint-Paul, réalisée dans le style néogothique et achevée en 1896.
- Bâtiments anciens de l'école maternelle publique Jules-Ferry, attenants à la partie arrière-gauche du château de Bécheville.

### Patrimoine culturel

#### Cinéma
Historique des tournages ayant eu lieu aux Mureaux :
- 1967 : tournage de Les Grandes vacances de Jean Girault avec Louis de Funès au sein d’un club de voile des bords de Seine ;
- 1985 : tournage de L'Effrontée de Claude Miller avec Charlotte Gainsbourg ;
- été 2007 : tournage du film Aide toi, le ciel t’aidera de François Dupeyron avec Claude Rich ;
- 2019 : tournage du film La Classe de Mathieu Lecuyer au sein du château de Becheville.

#### Radio
- RVVS (également connue sous son ancien nom Radio Vexin) est la plus vieille radio libre de France encore en activité. Créée en 1980, elle est toujours active, avec des émissions culturelles et musicales variées. Elle a fêté ses 30 ans en 2010. Certains des programmes diffusées sont tout aussi vieux, comme l'émission Killer On The Loose, émission de musique metal, toujours programmée.

#### Télévision
- Juin 2011 : Tournage du clip de Mina Tindle « Too Cary Many Small Things » au Gymnase Pierre de Coubertin.
- Juin 2015 : Tournage du clip de Aaron « Shades of blue » à la Piscine de Bècheville.
- 7 janvier 2017 : Tournage du clip de Sofiane « Ma cité a craqué » à la cité des musiciens.

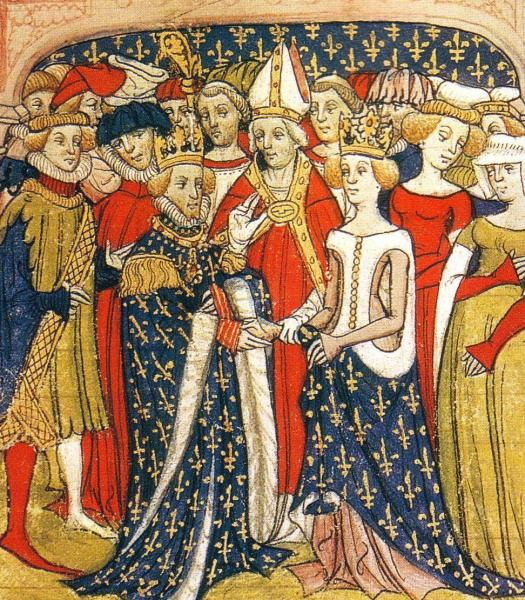
Mariage de Marie de Brabant et du roi Philippe III de France. Manuscrit des Chroniques de France.

### Personnalités liées à la commune
- Marie de Brabant (1254-1321), reine de France, deuxième épouse du roi Philippe III le Hardi.
- Pierre Daru (1767-1829), homme d'État, comte d'Empire, acquit le château de Becheville en 1811.
- Stendhal (Henri Beyle) (1783-1842), écrivain, séjourna au château de Becheville.
- Pierre Leroux (1797-1871), éditeur, philosophe et homme politique, passa son enfance aux Mureaux.
- Napoléon Daru (1807-1890), fils de Pierre Daru, militaire et homme politique, résida aux Mureaux. On lui doit la reconstruction du château de Becheville dans son état actuel.
- Leon Gustave Ravanne (1854-1904), peintre post-impressionniste. S'installa au 15, avenue Victor-Hugo en 1889 où il mourut en 1904. Membre du Yacht-Club des Mureaux, il obtient en 1903 un diplôme « Hors Concours » du Yacht-Club de France.
- Joseph Hémard (1880-1961), illustrateur.
- Madeleine Roch (1883-1930), tragédienne, 352e sociétaire de la Comédie-Française, est née et a vécu aux Mureaux. Elle est enterrée dans le cimetière communal[58].
- Georgette Anys (1909-1993), actrice, est décédée à l'hôpital des Mureaux.
- André Delahaye (1920-2009), homme politique, né aux Mureaux.
- Frédéric Dard (1921-2000), romancier et père de San-Antonio, y vécut de 1948 à 1968. Le cinéma des Mureaux porte désormais son nom.
- Ecclésiaste Lemba (1992-), cinéaste franco-congolais, ancien vice porte-parole du premier conseil municipal d'enfants des Mureaux.
- Abdoulaye Doucouré (1993-), footballeur professionnel, a grandi dans le quartier de la Vigne-Blanche aux Mureaux et fait partie du conseil municipal d'enfants des Mureaux.
- M'Baye Niang (1994-), footballeur professionnel, a grandi dans le quartier de la Vigne-Blanche aux Mureaux.
- Salim Diakité (2000-), footballeur professionnel, né et préformé aux Mureaux.
- Ali Hallab (1981-), boxeur français, 2 fois olympien (2004 et 2008), 3ème au championnat du monde de boxe amateur il à grandi aux Mureaux et à performé sous ces même couleurs. Ali fait ses débuts professionnels en 2009. Il enchaine 8 victoires consécutives puis fait match nul le 30 octobre 2010 face à Amor Belahdj Ali Hallab dans un combat de championnat de France des super-coqs. Il remporte néanmoins le combat revanche aux points le 2 avril 2011
- Christ Esabe (2000-), boxeur français né et à performé aux Mureaux. Surnommé Little T en référence a Mike Tyson, il est en 2019 le premier français à être la même année champion de France senior élite amateur des poids plumes puis plus jeune champion de France de boxe professionnelle de cette catégorie au gala Sportel Award de Monaco

### Héraldique
| Armes des Mureaux | Les armes des Mureaux se blasonnent ainsi : d'azur au mur d'enceinte crénelé d'or maçonné de sable, soutenu par une onde d'argent mouvant de la pointe, la porte ouverte du champ chargée d'une ancre d'or, surchargée d'un vol d'argent et d'une étoile tous deux d'argent, le mur surmonté de trois mûres d'argent tigées et feuillées d'or |